# Child in Time
Child in Time est une chanson du groupe britannique de hard-rock Deep Purple. Librement inspirée de la guerre froide, elle figure sur l'album In Rock du groupe, publié en 1970 et dure plus de dix minutes.
Une version remixée de la chanson figure dans la bande annonce de la saison 5 de la série américaine Stranger Things. Cette version sera d'ailleurs publiée plus tard par le groupe.

## Historique
Dans une interview de 2002, Ian Gillan déclare que Child in Time est basée sur la chanson psychédélique Bombay Calling de It's a Beautiful Day :

« cette chanson a deux faces — la musique et le côté lyrique. Sur le plan musical, il y avait cette chanson Bombay Calling d'un groupe appelé It's A Beautiful Day. C'était neuf et original, quand Jon Lord le jouait un jour sur son orgue, ça sonnait bien, et on a pensé jouer avec, la changer un peu et faire quelque chose de nouveau en gardant ça comme base. Je n'avais jamais entendu l'original Bombay Calling. Nous avons donc créé cette chanson en utilisant le thème de la guerre froide et avons écrit: "Sweet Child in Time, You'll see the line." C’est ainsi que le côté lyrique est entré en jeu. Ensuite, Jon a préparé les parties pour orgue et Ritchie, les parties pour guitare. La chanson reflète fondamentalement l’atmosphère du moment et c’est pourquoi elle est devenue si populaire. »

Child in Time est l'une des dernières chansons sur lesquelles Blackmore a enregistré ses parties à l'aide de la Gibson ES-335, son instrument principal durant les premières années avec Deep Purple, avant de passer à une Fender Stratocaster. La chanson est également célèbre pour présenter toute la gamme vocale d’Ian Gillan, notamment ses cris de banshee puissants et bien connus.
Un incontournable des concerts de Deep Purple entre 1970 et 1973 et plus tard, après les tournées initiales de réunion de 1985 et 1987-1988, la chanson n’est pas jouée régulièrement en concerts après 1995. Elle est réinsérée dans la liste de chansons du groupe durant la tournée européenne de 2002 du groupe. Elle est jouée sur la scène du théâtre d'opéra de Kharkiv en mars de cette année.
Une version en direct apparait sur l'album en concert de 1972, Made in Japan. Une autre version en public se trouve sur l'album Scandinavian Nights / Live in Stockholm, enregistré en septembre 1970.
Michel Houellebecq évoque la chanson dans son roman Sérotonine : 

« Le seul souvenir précis que j’ai, c’est un enregistrement de Child in Time, un pirate réalisé à Duisburg en 1970, la sonorité de ses Klipschorn était vraiment exceptionnelle, esthétiquement c’était peut-être le plus beau moment de ma vie, je tiens à le signaler dans la mesure où la beauté peut servir à quelque chose, enfin on a dû se le passer trente ou quarante fois, à chaque fois captivés, sur le fond de la calme maîtrise de Jon Lord, par le mouvement d’envol absolu par lequel Ian Gillan passait de la parole au chant, puis du chant au cri, et ensuite revenait à la parole, immédiatement après s’ensuivait le break majestueux de Ian Paice, il est vrai que Jon Lord le soutenait avec son habituel mélange d’efficacité et de grandeur, mais quand même le break de Ian Paice était somptueux, c’était sans doute le plus beau break de l’histoire du rock, puis Gillan revenait et la seconde partie du sacrifice était consommée, Ian Gillan s’envolait à nouveau de la parole au chant, puis du chant au cri pur, et malheureusement peu après le morceau se terminait et il n’y avait plus qu’à replacer l’aiguille au début et nous aurions pu vivre éternellement ainsi, éternellement je ne sais pas c’était sans doute une illusion mais une illusion belle, j’étais allé avec Aymeric je m’en souvenais à un concert de Deep Purple au Palais des Sports, c’était un bon concert mais quand même moins bon que celui de Duisburg, nous étions vieux, les moments allaient maintenant devenir rares, mais tout cela reviendrait au moment de notre agonie, de la sienne comme de la mienne, il y aurait aussi Camille dans mon cas, et probablement Kate, je ne sais pas comment j’ai réussi à rentrer, je me souviens d’avoir attrapé une tranche de boudin artisanal que je mâchonnai longuement, au volant de mon 4x4, sans en sentir véritablement le goût. »

## Reprises
- Ian Gillan sur son album Child in Time en 1976.
- Yngwie Malmsteen sur son album Inspiration de 1996.
- Blackmore's Night sur son album The Village Lanterne de 2006.
- Le solo d'orgue de Jon Lord est échantillonné par le groupe britannique Big Audio Dynamite et utilisé en intro de sa chanson Rush.